# Plesiodiadema antillarum
Plesiodiadema antillarum är en sjöborreart som beskrevs av Alexander Emanuel Agassiz 1880. Plesiodiadema antillarum ingår i släktet Plesiodiadema och familjen Aspidodiadematidae. Inga underarter finns listade i Catalogue of Life.